# Mercedes-Benz Atego

Mercedes-Benz Atego a fost prezentat în 1998 care a înlocuit gama LK. Gama de mase totale ale versiunilor ușoare a fost între 6.5 și 15 tone. Modelul include ABS în dotarea standard și ESP ca dotare opțională.
Camioanele cu greutatea maximă admisă peste 12 tone sunt echipate cu scaune pe o suspensie pneumatică. 
Are un motor diesel 4.25 litri cu 4 cilindri seria 900 cu o putere de 122, 152 sau 170 CP.
Sau poate fi înlocuit cu un motor de 6.37 litri cu 6 cilindri cu o putere de 231, 245 sau 275 CP. 
Motoarele au un sistem electronic Telligent și îndeplinește standarde ecologice Euro3.

## Facelift 2004
În 2004 Atego a primit un facelift major, inclusiv soluții de aplicare specifice pentru a îndeplini cerințele specifice ale segmentului de distribuție, cum ar fi sistemul Telligent schimbătorului de viteze automată.
Atego a oferit clienților posibilitatea de a alege între trei variante de cabine diferite care se orienta spre cerințele: transportului urban, mediu-curier și de distanțe lungi.
Poate fi echipat cu o transmisie cu sistemul Telligent, care este aproape la fel cum are modelul Actros. Dar există doar 6 viteze în ea (plus marșarier) și are o configurație de control electronic.

## Atego Hibrid
La Salonul Auto Internațional (IAA) de vehicule comerciale din Hanovra Gama Mercedes-Benz Atego a primit premiul de "Truck of the Year 2011" în principal din cauza versiunii hibrid. Atego BlueTec Hybrid cu motor diesel BlueTec 5 și motor electric poate economisi 10-15% din combustibil în comparație cu versiunea diesel convențională.